# Septfonds
Septfonds è un comune francese di 2 146 abitanti situato nel dipartimento del Tarn e Garonna nella regione dell'Occitania.

## Storia

### Simboli
Le sette fontane sono un'arma parlante con riferimento al toponimo Septfonds.

## Società

### Evoluzione demografica
Abitanti censiti